# Naučná stezka Jakuba Míly
Naučná stezka Jakuba Míly je okružní naučná stezka spojující objekty v Babiččině údolí, Žernov, Rýzmburk a Bílý most. Její délka je cca 6 km a nachází se na ní 13 zastavení, ovšem pouze 10 jich je vlastní NS. Stezka je pojmenována po Jakubu Mílovi, postavě z povídky Babička od Boženy Němcové, jehož předlohou byl Jakub Míl, rýzmburský hajný.

## Vedení trasy
Trasa začíná u Panského hostince v Babiččině údolí, odkud vede po žluté turistické značce okolo mlýna s mandlem a po lávce přes Úpu a následně polní cestou k silnice od Zlíče na Žernov. V místě napojení se stáčí doleva a po necelých 500 m znovu doleva do Žernova. U rozcestníku Žernov zahýbá doleva na modrou značku, kterou sleduje až do Rýzmburka. U rozcestí Rýzmburk–Altán se napojuje na naučné stezky Babiččino údolí, s níž má společná i některá zastavení, a Po stopách erbu zlatého třmene, dává se doleva a po silničce s nimi vede k Bílému mostu. Dává se po mostě přes Úpu, zatáčí doleva a okolo Viktorčina splavu a Starého bělidla se vrací na začátek.

## Zastavení
- Panský hostinec
- Mlýn
- Žernovská lávka
- Panklovna
- Žernov
- Rýzmburk
- Zastavení NS Babiččino údolí č. 24
- Jedle bělokorá
- Pramen Jakuba Míly – U Merglu
- Pohodlí
- Bílý most
- Zastavení naučné stezky Babiččino údolí č. 17–21
- Zastavení naučné stezky Babiččino údolí č. 16